# تعليم حكومي
التعليم الحكومي هو تعليم مجاني يكون مدعما من طرف الدولة، ويقدّم في المدارس الحكومية أو الإعداديات الحكوميةة أو الثانويات التأهيلية وأيضاً في الكليات، وهو تعليم يختلف عن التعليم الخصوصي، ذلك أن الطلاب لا يدرسون سوى 24 ساعة في الأسبوع تقريباً، أما في التعليم الخصوصي فيدرس الطلاب كل يوم في الصباح من 8:00 إلى 12:00 وفي المساء من 14:00 إلى 17:45 (حسب الدولة)، ويكون يوم السبت عطلة مدرسية في العادة.